# Liam Brearley
Liam Brearley (ur. 27 lutego 2003 w Orillii) – kanadyjski snowboardzista, specjalizujący się w slopestyle'u i big air, trzykrotny medalista igrzysk olimpijskich młodzieży.
Po raz pierwszy na arenie międzynarodowej pojawił się 6 marca 2017 roku w Mount St. Louis Moonstone, gdzie w zawodach krajowych zajął szóste miejsce w halfpipe'ie. W 2020 roku wywalczył brązowe medale w halfpipe'ie i Big Air oraz srebrny w slopestyle'u podczas igrzysk olimpijskich młodzieży w Lozannie. Zajął też między innymi dwunaste miejsce w slopestyle'u i osiemnaste w Big Air na mistrzostwach świata juniorów w Kläppen rok wcześniej.
W zawodach w Pucharu Świata zadebiutował 26 stycznia 2019 roku w Seiser Alm, zajmując 28. miejsce w slopestyle'u. Tym samym już w debiucie wywalczył pierwsze pucharowe punkty. Na podium zawodów tego cyklu pierwszy raz stanął 16 lutego 2020 roku w Calgary, kończąc rywalizację w tej samej konkurencji na trzeciej pozycji. W zawodach tych wyprzedzili go jedynie Tiarn Collins z Nowej Zelandii i Japończyk Ruki Tobita. W klasyfikacji generalnej sezonu 2020/2021 zajął trzecie miejsce, a w klasyfikacji slopestyle'u był drugi.
Podczas mistrzostw świata w Aspen w 2021 roku zajął 45. miejsce w slopestyle'u i 14. miejsce w Big Air.

## Osiągnięcia

### Mistrzostwa świata
| Miejsce | Dzień    | Rok  | Miejscowość | Konkurencja | Zwycięzca        |
| ------- | -------- | ---- | ----------- | ----------- | ---------------- |
| 45.     | 12 marca | 2021 | Aspen       | Slopestyle  | Marcus Kleveland |
| 14.     | 16 marca | 2021 | Aspen       | Big air     | Mark McMorris    |

### Puchar Świata

#### Miejsca w klasyfikacji generalnej AFU
- sezon 2018/2019: 143.
- sezon 2019/2020: 43.
- sezon 2020/2021: 3.
- sezon 2021/2022:

#### Miejsca na podium w zawodach
1. Calgary – 16 lutego 2020 (slopestyle) – 3. miejsce
2. Silvaplana – 28 marca 2021 (slopestyle) – 2. miejsce